# Hubert Lanzinger
Hubert Lanzinger (* 9. Oktober 1880 in Innsbruck; † 3. November 1950 in Bozen) war ein österreichischer Maler. Bekannt wurde seine Malerei in der Zeit des Nationalsozialismus.

## Leben
Hubert Lanzingers Vater war Lithograf und Zeichner, sein Großvater war der Maler Georg Wachter.
Lanzinger studierte in den Jahren von 1901 bis 1908 an der Akademie der bildenden Künste Wien in der Meisterklasse von Alois Delug. Während des Ersten Weltkriegs, vom 1. Dezember 1917 bis Kriegsende, war Lanzinger als Kriegsmaler im k.u.k. Kriegspressequartier an den Fronten in Montenegro und Galizien tätig. Von 1919 bis 1922 war er in Innsbruck ansässig. 1922/23 vertrat er Alois Delug an der Wiener Akademie. Ab 1923 wohnte er abwechselnd in Bozen, München und Berlin. Bereits 1911 hatte er in der Secession in Wien ausgestellt. Lanzinger gehörte in den 1920er Jahren zu den Vertretern der Neuen Sachlichkeit. Er schuf neben Landschaften hauptsächlich Stillleben und Porträts, aber auch religiöse Bilder.

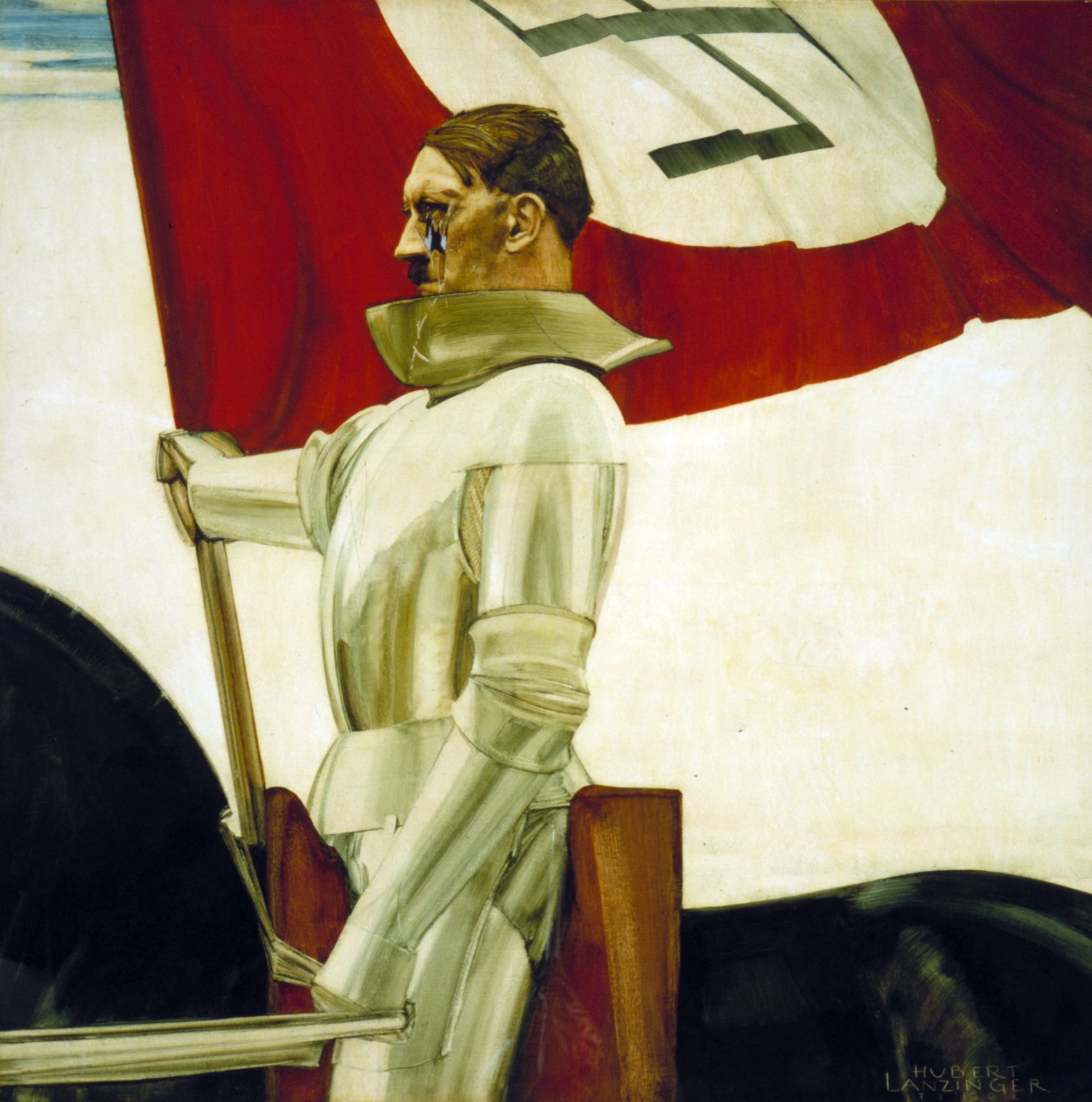
Der Bannerträger, ca. 1934

Früh wurde er zum malerischen Propagandisten des Nationalsozialismus, er war illegales Mitglied der NSDAP, beantragte dann am 19. Mai 1938 die reguläre Aufnahme in die Partei und wurde rückwirkend zum 1. Mai desselben Jahres aufgenommen (Mitgliedsnummer 6.199.557). Sein Gemälde Der Bannerträger von 1934/1936 entsprach exakt den ideologischen Vorgaben des Nationalsozialismus und war ein häufig reproduziertes Kunstwerk. Es  wurde auf der Großen Deutschen Kunstausstellung 1937 gezeigt und stellte Adolf Hitler in einer Ritterrüstung dar, auf einem Pferd reitend, mit Hakenkreuzbanner. 1938 stellte er auf dieser Propagandaschau in Saal 37 die Zeichnung  Ruhende aus, eine Nackte, die sich auf dem Sofa räkelt. Diese Zeichnung wurde von Adolf Hitler angekauft. 1943 wurden drei Landserporträts unter dem Titel Kriegsfreiwilliger D. Z. gezeigt. 1944 stellte er für diese NS-Propagandaschau in München die Zeichnung Stilleben zur Verfügung (keine Abbildung verfügbar).
In der Aula der Universität Innsbruck zeigte ein 150 × 150 Zentimeter großes Mosaik Adolf Hitler als geharnischten Reiter mit der Hakenkreuzfahne in der Rechten. Dieses Mosaik wurde in Anlehnung an Hubert Lanzingers 1933/34 gemalten „Bannerträger“ erstellt.
Ende der 1920er Jahre errichtete er in Bad Dreikirchen oberhalb von Barbian in Südtirol ein markantes Wohnhaus im Stil der Neuen Sachlichkeit, das heute als Pension geführt wird.

## Werke
- Porträt Eduard von Böhm-Ermolli, 1917
- Porträt Erich Thönig, 1931
- Der Bannerträger (The Standard Bearer), 1934/1936[10]
- Der Führer als Beschützer der Kunst[11]
- Porträt Fritz Todt, 1939
- Selbstbildnis an der Staffelei, 1944